# Konwencja Lizbońska
Konwencja Lizbońska o Uznawaniu Kwalifikacji, oficjalnie Konwencja o uznaniu kwalifikacji związanych z uzyskaniem wyższego wykształcenia w Regionie Europejskim, jest międzynarodową konwencją Rady Europy opracowaną wspólnie z UNESCO. Jest to główny dokument prawny dotyczący sposobu oceny i wzajemnej uznawalności poziomów wykształcenia i uprawnień z tego wynikających w Europie.
Konwencja została podpisana i ratyfikowana łącznie przez 57 państw: wszystkie kraje członkowskie Rady Europy (46), jedenaście innych państw, m.in. Australię, Nową Zelandię, Rosję, Białoruś i Izrael. Konwencja została również podpisana, ale nie ratyfikowana przez Stany Zjednoczone, oraz równolegle parafowana i efektywnie wdrożona przez Unię Europejską (wszystkie państwa członkowskie Unii Europejskiej są sygnatariuszami Konwencji).
Polska ratyfikowała Konwencję 01.05.2004

## Cel konwencji
Ponieważ Region Europejski charakteryzuje "wielka różnorodność systemów edukacyjnych", często działających równolegle w jednym państwie, wzajemne porównywanie poziomu wykształcenia i nabytych uprawnień między systemami, oraz podejmowanie decyzji o ich uznaniu w innych krajach nastręczało sporo trudności i utrudniało kontynuację kształcenia w systemie innego państwa.
Państwa sygnatariusze Konwencji zobowiązali się wzajemnie uznawać uzyskane kwalifikacje w innym kraju sygnatariusza, na równi z kwalifikacjami uzyskiwanymi w swoim kraju. Gwarantują to zapisy Konwencji dotyczące kwalifikacji, późniejsze dokumenty uzupełniające i międzynarodowa sieć ośrodków ENIC (The European Network of Information Centres, powołane przy współpracy UNESCO i Rady Europy) i NARIC (National Academic Recognition Information Centres, powołane przez Unię Europejską)

## Główne założenia dotyczące uznawania kwalifikacji
Treść Konwencji Lizbońskiej definiuje dwa rodzaje kwalifikacji:
"Kwalifikacje uzyskane w szkolnictwie wyższym: Każdy stopień, dyplom lub inne świadectwo wydane przez kompetentne władze, stwierdzające pomyślne ukończenie kształcenia na danym kierunku studiów.

Kwalifikacje dające dostęp do studiów wyższych: Każdy dyplom lub inne świadectwo wydane przez kompetentne władze, stwierdzające ukończenie programu nauczania i umożliwiające jego posiadaczowi ubieganie się o przyjęcie na studia wyższe.".
Powyższe rodzaje kwalifikacji i zasady wzajemnej uznawalności zostały zapisane w odrębnych rozdziałach: Rozdział IV Uznanie kwalifikacji dających dostęp do studiów wyższych i Rozdział VI Uznanie kwalifikacji uzyskanych w szkolnictwie wyższym.
Uznawalność kwalifikacji, jest "Formalnym potwierdzeniem przez kompetentne władze wartości kwalifikacji uzyskanych za granicą w związku z podejmowaniem nauki i/lub pracy zawodowej". Zasady uznawania poszczególnych kwalifikacji zawarte są we właściwych rozdziałach IV i VI Konwencji. Niemniej zasady są te wciąż dość ogólne i w 2010 roku Komitet Konwencji Lizbońskiej opracował i wydał "Zmienione zalecenie w sprawie kryteriów i procedur oceny wykształcenia uzyskanego za granicą", które szczegółowo opisuje jak we właściwy sposób powinny być zorganizowane procedury uznawalności.
Decyzje o uznawalności wykształcenia, o ile nie leży to bezpośrednio w gestii instytucji edukacyjnych (jak np. w Niemczech lub Irlandii), przejmują na siebie ośrodki ENIC-NARIC. Rolę ośrodka w Polsce pełni tzw. NAWA, czyli Narodowa Agencja Wymiany Akademickiej.

## Zasady uznawalności kwalifikacji w polskim prawie
Wymogi Konwencji Lizbońskiej w polskim prawie gwarantuje ustawa Prawo o Szkolnictwie Wyższym i Nauce. W szczególności zasady uznawalności obu rodzajów kwalifikacji reguluje art. 326.
Art. 326. ust. 1 gwarantuje uznanie kwalifikacji uzyskanych w szkolnictwie wyższym. Zgodnie z nim: "Dyplom wydany przez uprawnioną uczelnię działającą w systemie szkolnictwa wyższego państwa [sygnatariusza], potwierdzający ukończenie:
- trzyletnich studiów lub studiów pierwszego stopnia trwających co najmniej 3 lata - potwierdza w Rzeczypospolitej Polskiej posiadanie wykształcenia na poziomie studiów pierwszego stopnia;
- studiów drugiego stopnia - potwierdza w Rzeczypospolitej Polskiej posiadanie wykształcenia na poziomie studiów drugiego stopnia;
- o najmniej czteroletnich studiów jednolitych - potwierdza w Rzeczypospolitej Polskiej posiadanie wykształcenia na poziomie studiów drugiego stopnia, jeżeli jest uważany za równorzędny dyplomowi ukończenia studiów drugiego stopnia w państwie wydania."[10]

Z kolei art. 326. ust. 2 gwarantuje uznanie kwalifikacji dających dostęp dostęp do studiów wyższych. Zgodnie z jego treścią: "Jeżeli dyplom potwierdzający ukończenie studiów za granicą daje prawo do kontynuacji kształcenia na studiach drugiego stopnia lub ubiegania się o nadanie stopnia doktora w państwie" sygnatariusza, w Polsce uprawnia on "odpowiednio do:
- kontynuacji kształcenia na studiach drugiego stopnia lub na studiach podyplomowych, lub
- ubiegania się o przyjęcie do szkoły doktorskiej lub o nadanie stopnia doktora."[10]

Dyrektor NAWA wydaje informację o dyplomie w odpowiedzi na złożony wniosek. Informacja Dyrektora NAWA, zgodnie z pkt 43. Zmienionego zalecenia w sprawie kryteriów i procedur oceny wykształcenia uzyskanego za granicą może przyjąć formę "decyzji o uznaniu" lub opinii, "nie jest oficjalna decyzją o uznaniu danego wykształcenia".
- Aby otrzymać decyzję o uznaniu kwalifikacji wydaną przez Dyrektora NAWA, należy złożyć wniosek w systemie "SYRENA" udostępnionym przez NAWA na stronie internetowej[12].
- Niezobowiązującą opinię o dyplomie można wygenerować samodzielnie w systemie "KWALIFIKATOR" również udostępnionym przez NAWA na stronie internetowej[13].

Obie czynności NAWA wykonuje nieodpłatnie.